# Comunità montana Alto Bradano
La comunità montana Alto Bradano è una delle 14 comunità montane della Basilicata, che prende il nome dall'omonimo fiume.
Ha sede a Genzano di lucania e si estende per 755.81 km²; al 1 gennaio 2023 ha una popolazione di 22.434 abitanti.
Comprende dieci comuni in provincia di Potenza: Acerenza, Banzi, Cancellara, Forenza, Genzano di Lucania, Oppido Lucano, Palazzo San Gervasio, Pietragalla, San chirico nuovo, Tolve